# 김형경 (1934년)
김형경(1934년 3월 12일~2007년 5월 15일)은 대한민국의 정치인이다. 제12대 국회의원을 지냈다.

## 역대 선거 결과
|  | 29.26% |

|  | 23.80% |